# Čierne
Čierne (ungarisch Cserne, polnisch Czarne, goralisch Czorne) ist eine Gemeinde in der Nordwestslowakei.

## Geographie

### Lage
Die Gemeinde liegt in einer Höhe von 454 m und umfasst eine Fläche von 20.841 km².
Sie liegt südlich des Dreiländerecks Slowakei-Tschechien-Polen am Fluss Čierňanka im Jablunkauer Bergland. Die Nachbargemeinden sind: Hrčava (Tschechien), Istebna (Polen), Skalité, die Stadt Čadca und Svrčinovec.

## Geschichte
Der Ort wurde 1641 erstmals erwähnt und 1645 bereits von 28 Familien bewohnt. Die Bewohner waren hauptsächlich in der Land- und Forstwirtschaft tätig.
1884 bekam der Ort einen Bahnanschluss.
Im Oktober 1938, wurde das Dorf durch die Polnische Armee besetzt und der Republik Polen angegliedert. Im September 1939 wurde es von deutschen und slowakischen Truppen zurückerobert.

### Bevölkerungsentwicklung
- 1784: 1.202 Einwohner in 168 Häusern
- 1828: 1.981 Einwohner in 207 Häusern
- 1858: 2.000 Katholiken, 15 Juden[3]
- 1910: 1.797 Einwohner
- 2001: 4.254 Einwohner (4.190 Slowaken)

## Bevölkerung
| Jahr                | 1994 | 2004     | 2014    | 2024    |
| ------------------- | ---- | -------- | ------- | ------- |
| Anzahl der Personen | 3925 | 4326     | 4405    | 4438    |
| Unterschied         |      | +10,21 % | +1,82 % | +0,74 % |

| Jahr                | 2023 | 2024    |
| ------------------- | ---- | ------- |
| Anzahl der Personen | 4416 | 4438    |
| Unterschied         |      | +0,49 % |

Die Einwohnerzahl liegt bei 4.405, hauptsächlich katholischen Glaubens.
In der Ortschaft lebt die Volksgruppe der Goralen.

## Sehenswürdigkeiten
- St. Josephs Kirche (erbaut 1888)
- zwei kleinere Dorfkapellen
- Kriegerdenkmal für die Gefallenen des Ersten und Zweiten Weltkriegs

## Wirtschaft und Verkehr

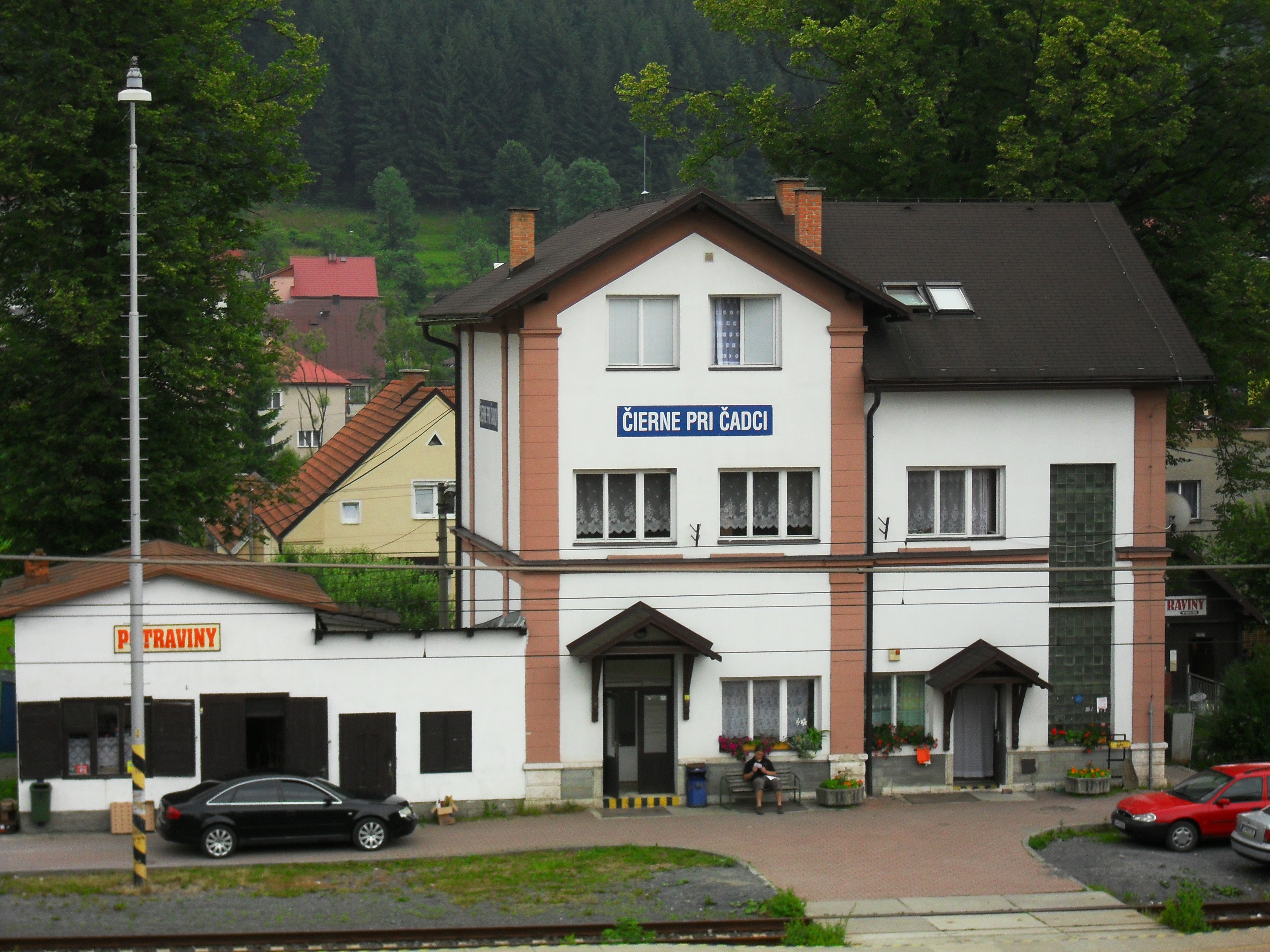
Bahnhof

Der Bahnhof Čierne pri Čadci befindet sich an der Bahnstrecke Čadca–Zwardoń. Weitere Haltepunkte an dieser Strecke sind Čierne pri Čadci zastávka und Čierne-Polesie.
Durch den Ort verläuft die Straße I/12 von Svrčinovec zum Grenzübergang nach Polen bei Skalité. Nördlich des bebauten Gebiets verläuft die Autobahn D3 (E 75, Bauabschnitt Svrčinovec–Skalité), die hier wegen des gebirgigen Terrains auf mehreren Großbrücken, unter anderen Markov, Vŕšok sowie auf der höchsten Brücke der Slowakei, Valy, verläuft.